# Atheta strandiella
Atheta strandiella är en skalbaggsart som beskrevs av Lars Zakarias Brundin 1954. Atheta strandiella ingår i släktet Atheta, och familjen kortvingar. Arten är reproducerande i Sverige.